# Флавий Тавр (консул 428 года)
Флавий Тавр (лат. Flavius Taurus) — политический деятель Восточной Римской империи первой половины V века, консул 428 года.

## Биография
Флавий Тавр был сыном консула 400 года Флавия Аврелиана, а также внуком консула 361 года Флавия Тавра. Дядями Тавра были консул 398 года Флавий Евтихиан и Армоний.
Около 416 года Тавр был комитом частных дел. В 428 году он занимал должность ординарного консула с Флавием Феликсом. В 433—434 годах он находился на посту префекта претория Востока. В это время он получил письмо от епископа Антиохийского Иоанна относительно рукоположения Прокла в качестве епископа Константинополя. Также Тавр помешал исполнению императорского приказа о признании киликийскими епископами Иоанна Антиохийского, предупредив Феодосия II, что последуют волнения, которые прервут поступление налогов из провинции. Он также получил три письма от Исидора Пелузийского.
Тавр получил звание патрикия между 3 июля 433 года и 18 июня 434 года. Возможно, в 445 году он был второй раз префектом претория Востока. Тавр скончался в 449 году. Он был христианином.
Его потомком был консул 513 года Флавий Тавр Клементин Армоний Клементий.